# Mnium fasciculare
Mnium fasciculare là một loài Rêu trong họ Mniaceae. Loài này được Funck ex Brid. mô tả khoa học đầu tiên năm 1827.